# Szászváros

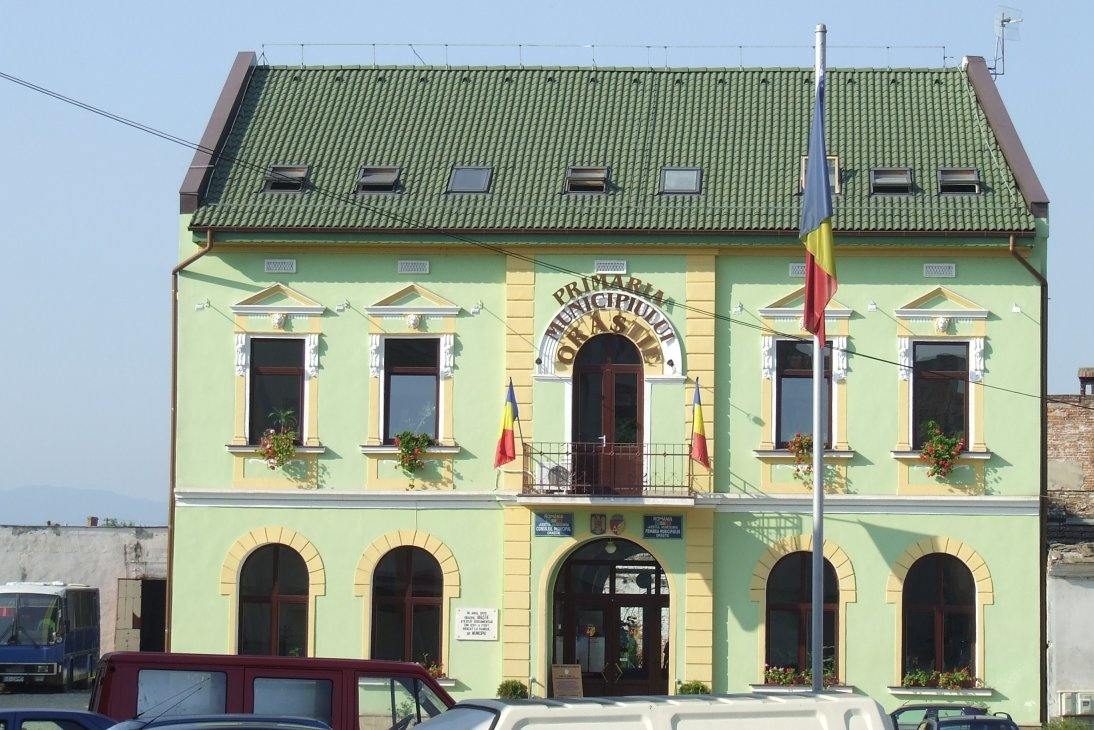
A városháza

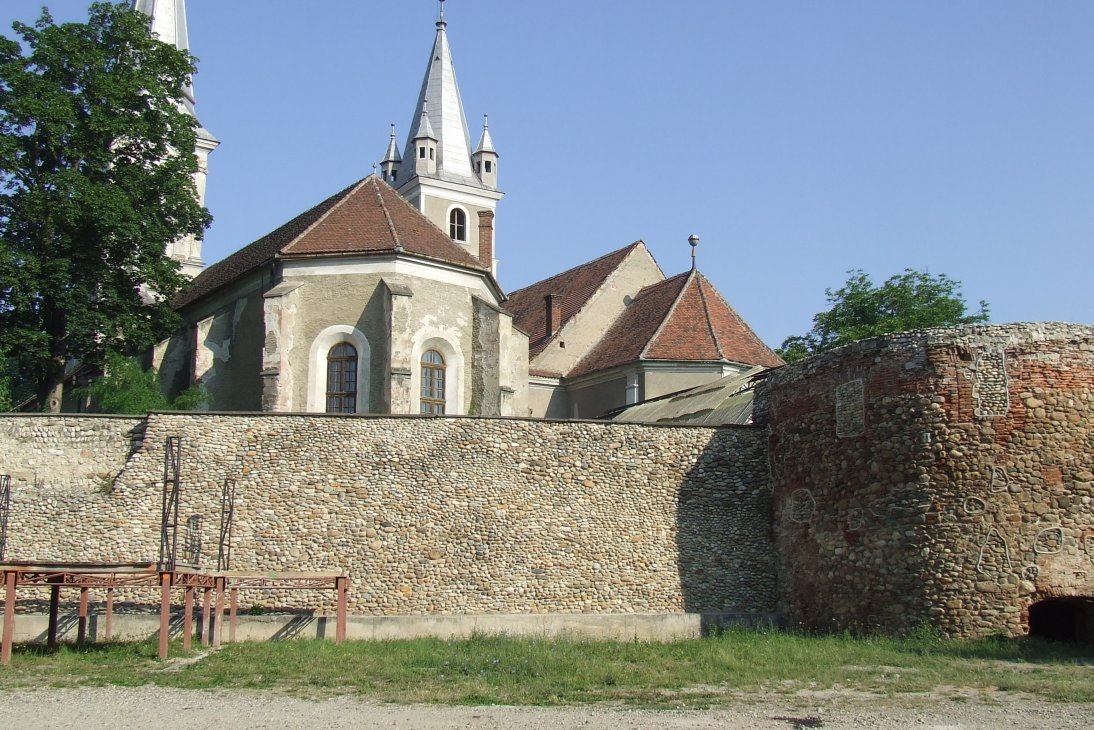
A vár látképe két templomával, keletről

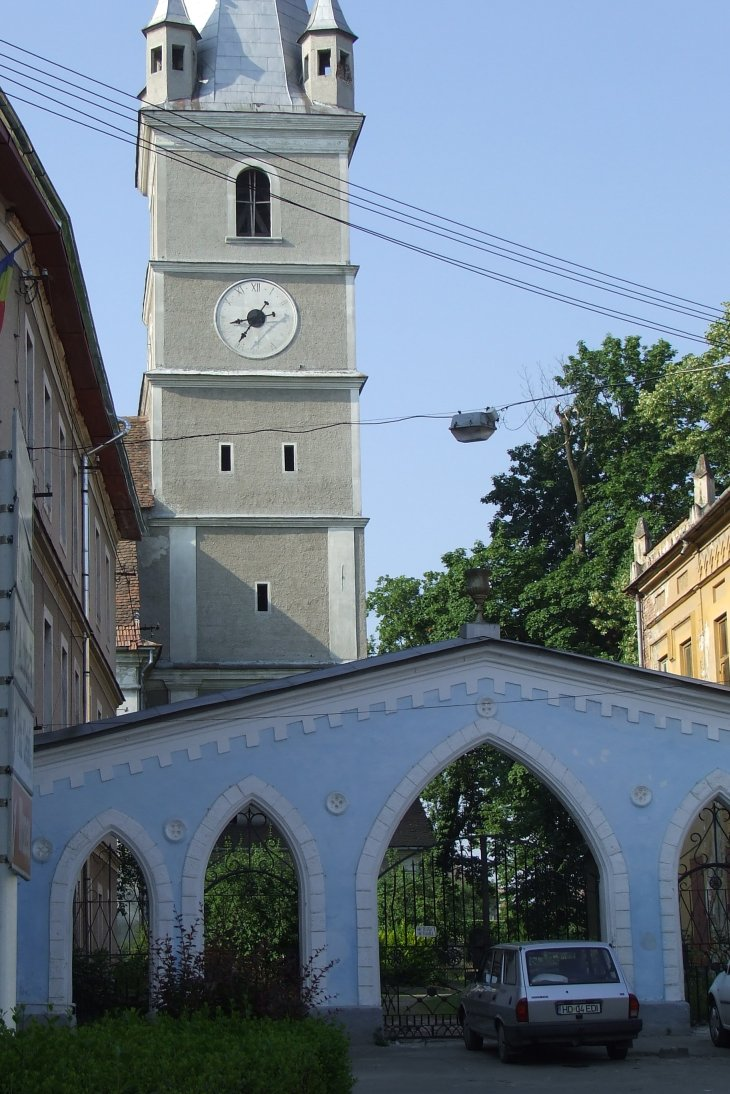
Szászváros egyik legjellemzőbb építménye: a vár kapuzata (mögötte az evangélikus templom)

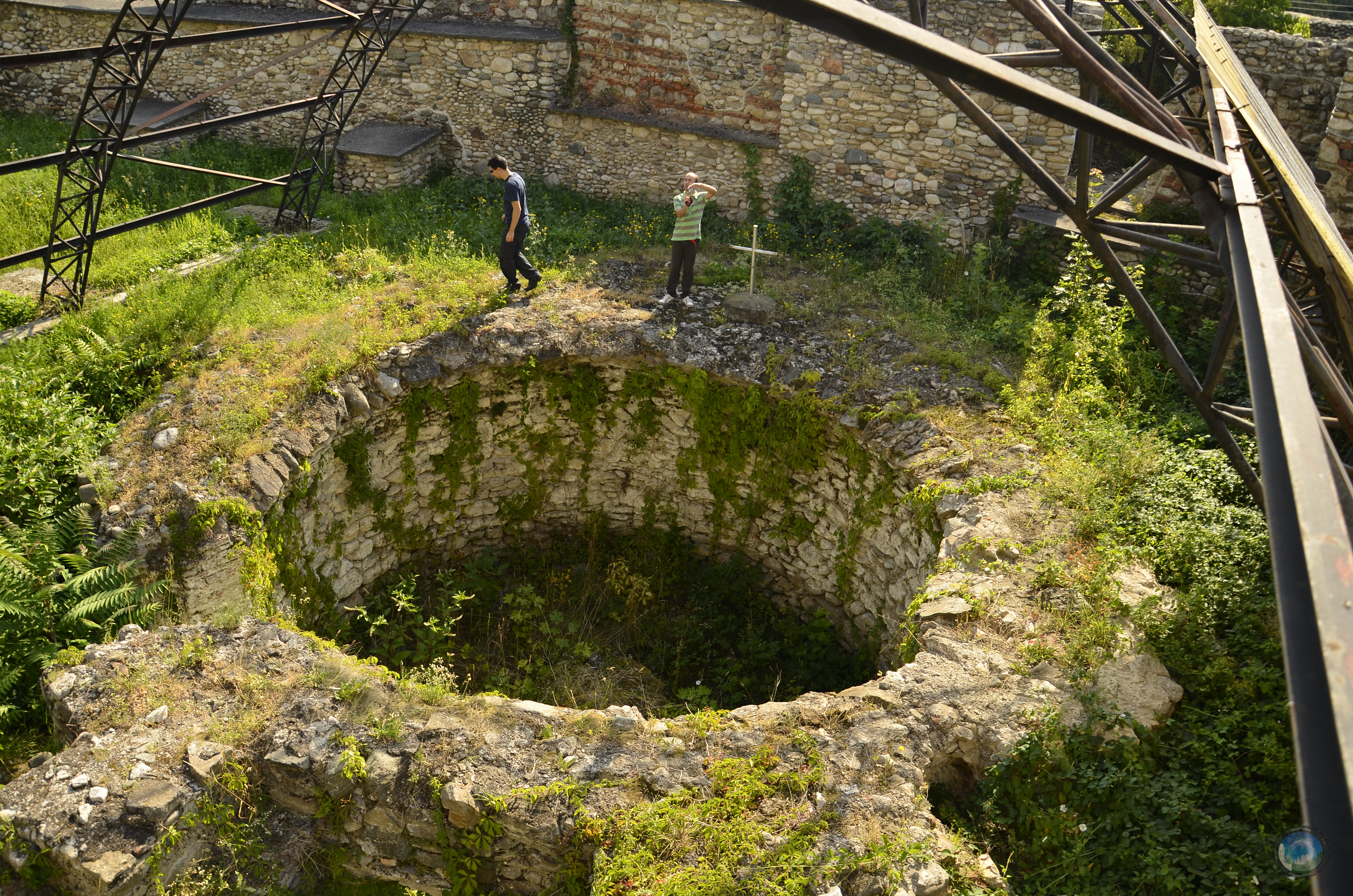

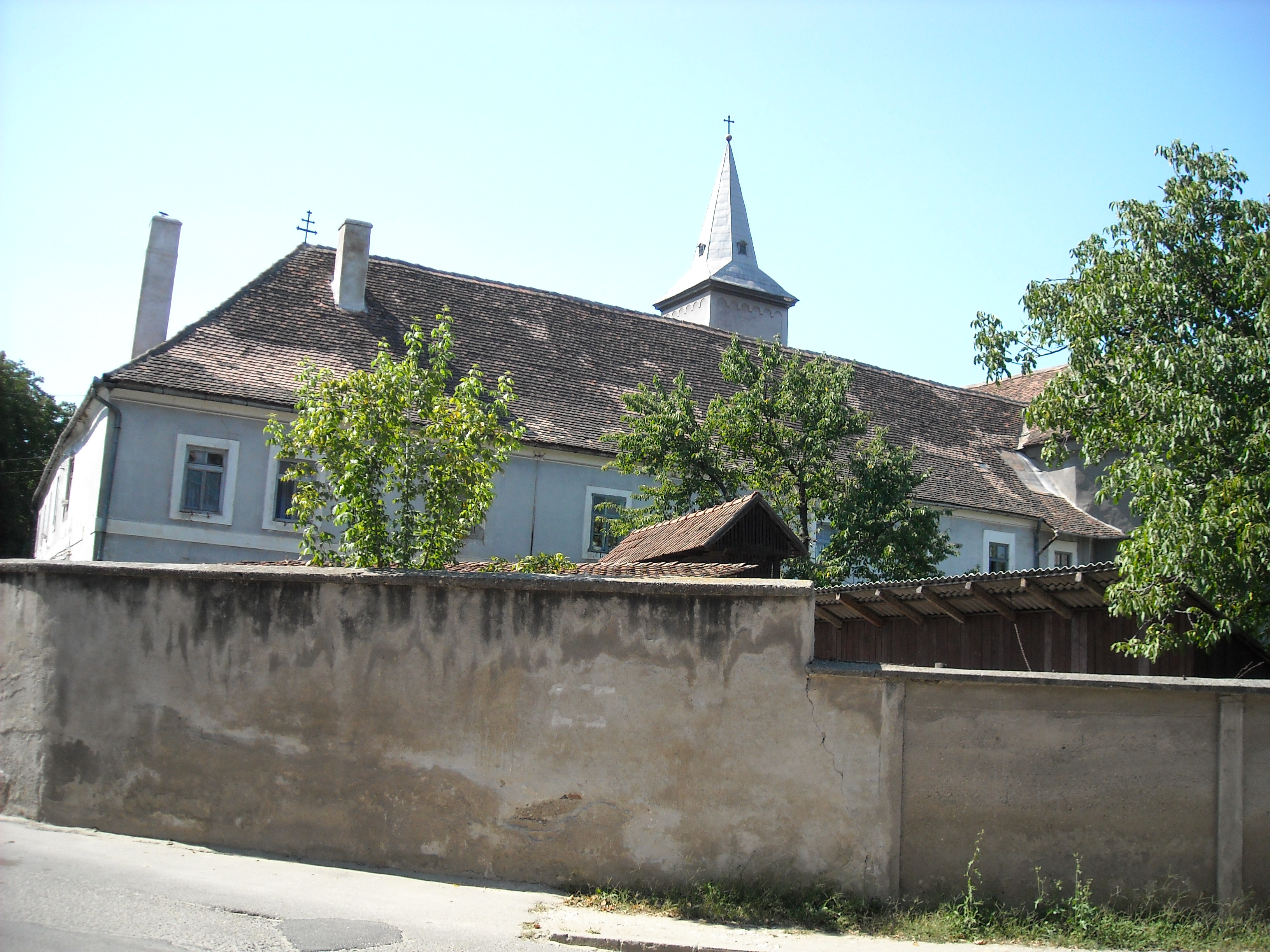
A ferences kolostor

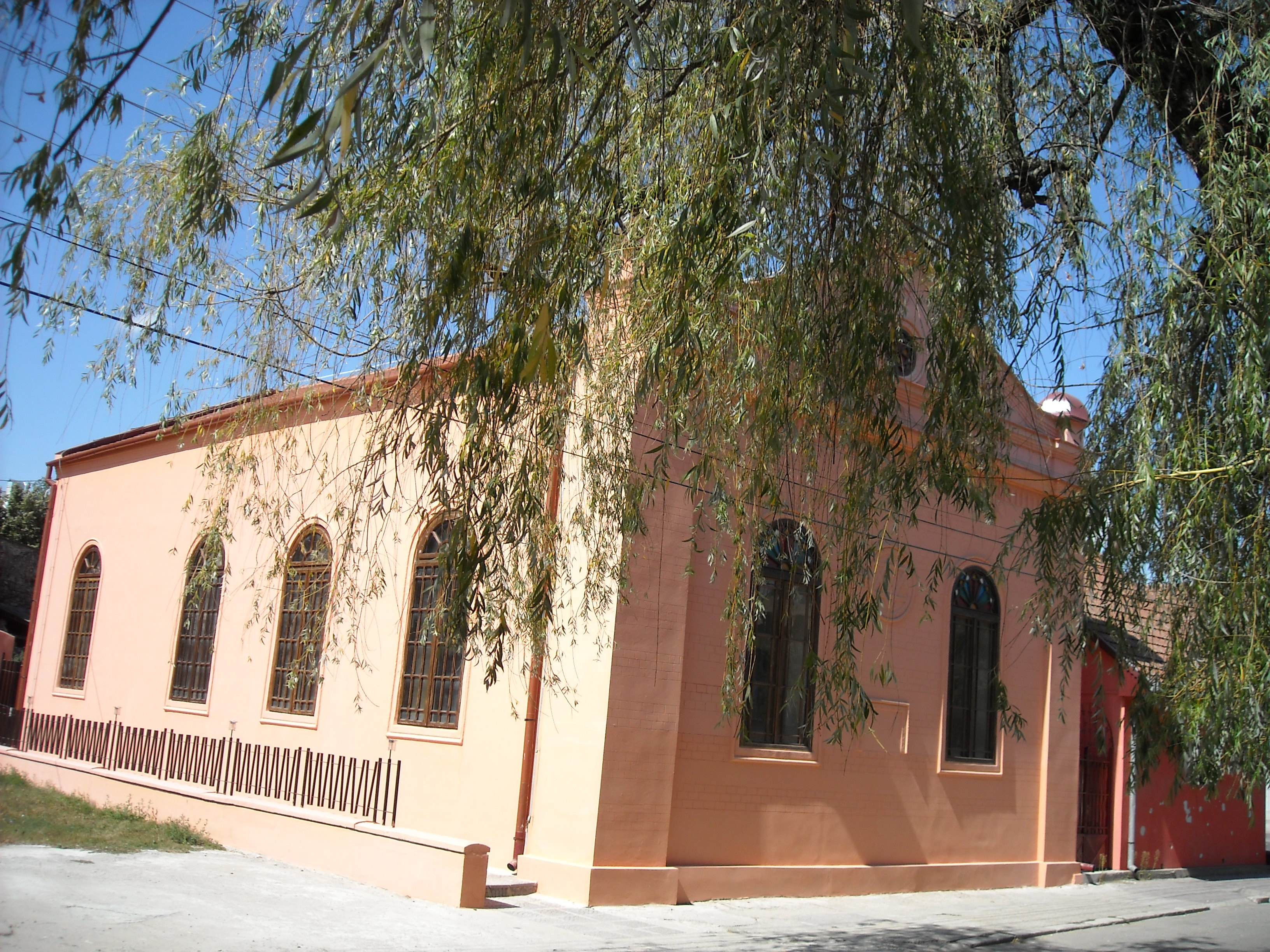
A szászvárosi zsinagóga

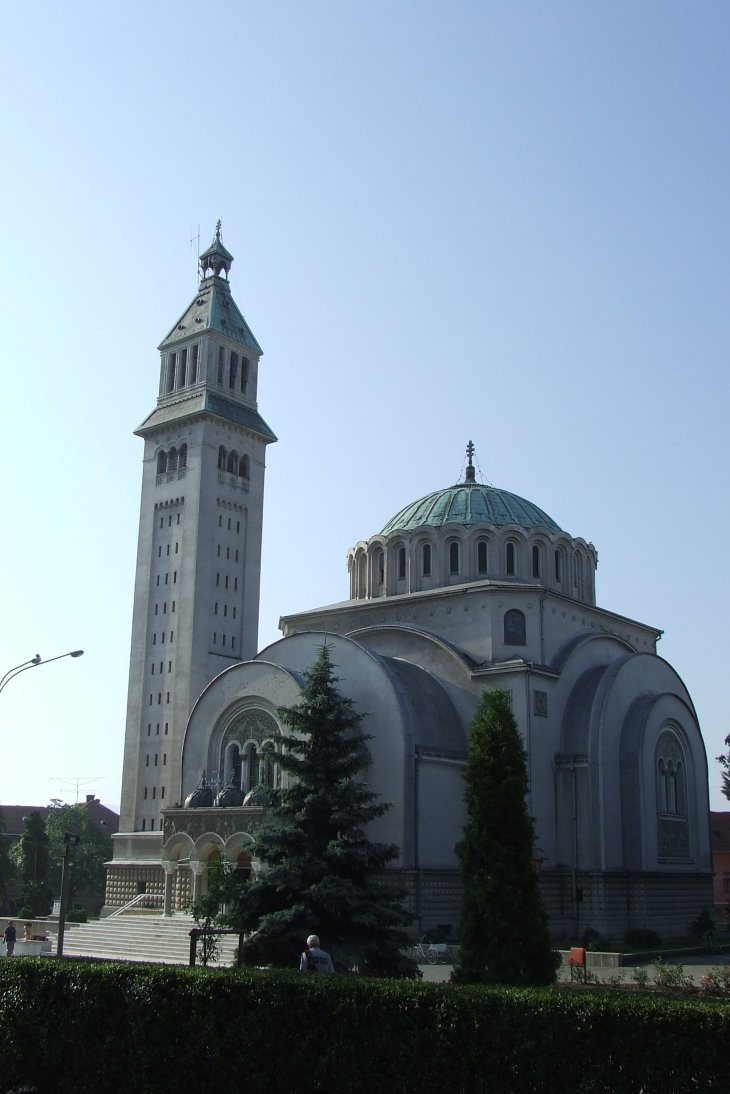
Az ortodox katedrális (1936 és 1943 között, George Cristinel tervei szerint épült)

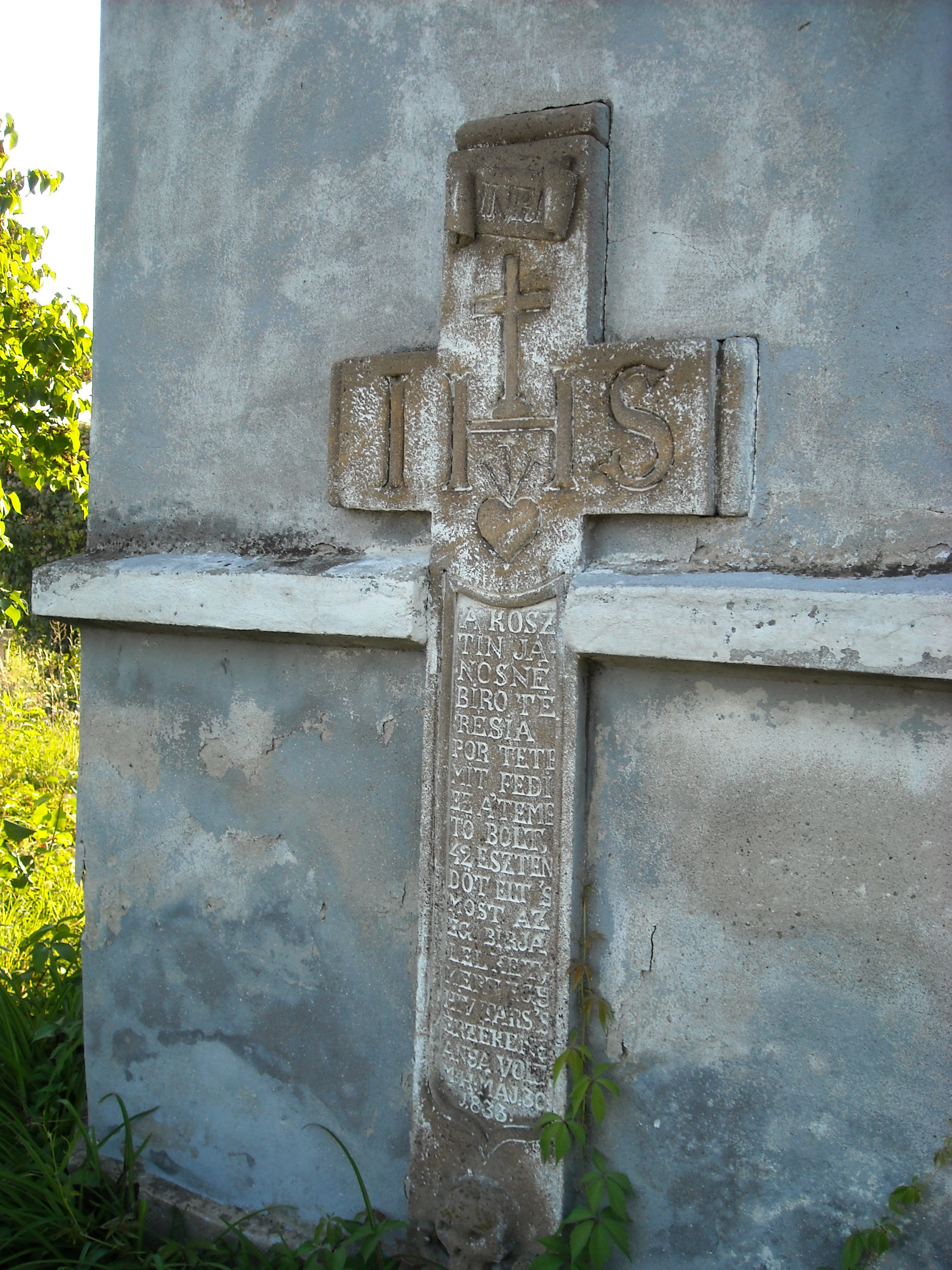
Az 1833-ban elhunyt Kosztin Jánosné Biró Teréziának a családi sírkápolnába épített sírköve a szászvárosi katolikus temetőben

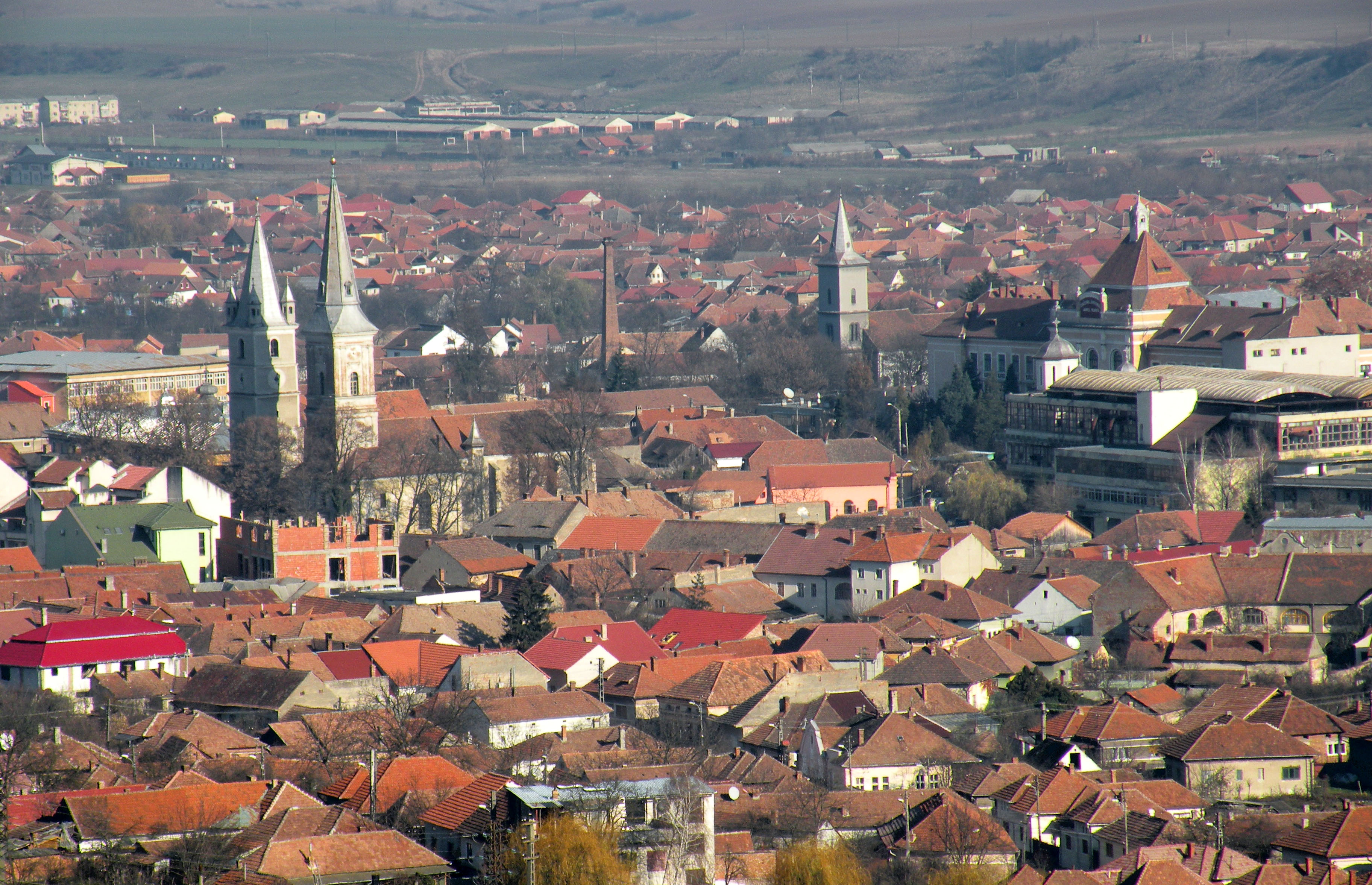
Látkép

Szászváros (románul Orăștie [o̞rəʃ'tie̞], németül Broos,  szászul Bros, latinul Saxopolis) megyei jogú város Romániában, Erdélyben, Hunyad megyében.

## Fekvése
A Kenyérmező nyugati peremén, az E68-as főút mentén, a Marostól öt km-re délre, Dévától 24 km-re keletre, Gyulafehérvártól 50 km-re délnyugatra fekszik. Vasútállomása a városon kívül, a központtól három km-re északkeletre található.

## Nevének eredete
Magyarul kezdetben csak Várasnak nevezték (1224-ben, az Andreanumban Waras, 1291-ben Wrasio, 1302-ben Warasium, 1332-ben Varosio, 1403-ban Brasium), folyóvizét pedig Városvíznek (ma Szászvárosvíz). A vár vagy a mai várat megelőző földvárra utal, vagy egy még föltáratlan másikra, amelyet a várostól nyugatra fekvő dombon sejtenek. Előtagját szász telepeseiről kapta, így először 1421-ben említik: Zazwaros. A román Orăștie a magyar névből alakult ki, a szókezdő bilabiális zöngés spiráns (β) vokalizálódásával (vö. román oraș 'város'), de a végződés eredete kérdéses. A német név vagy szintén a magyar Városból, vagy pedig középkori védőszentjének, Szent Ambrusnak a nevéből való.

## Története
Helyén már a szászok beköltözése előtt is település létezett. Korábbi lakossága helyére a 12. század második felében szászok települtek. 1224-ben az Andreanum mint a Királyföld nyugati végpontját nevezte meg (a keleti Barót volt). 1239 körül ferencesek telepedtek le a városban és feltehetőleg ők alapították első iskoláját is, amely 1332-ben már működött. 1309-ben dékanátus vagy káptalan székhelye volt. A körülötte létrejött Szászvárosszéket először 1334-ben említették. A városban ekkor 344 füstöt írtak össze, tehát kb. 1376 lakosa volt. 1376-ban 25 mesterséget űztek a városban a 19 céhbe tömörült mesteremberek.
1479-ben a Maros völgyén benyomuló török csapatok elpusztították a várost. A lakosságon belül valószínűleg ugyan továbbra is többségben maradtak a szászok, de új elemként megjelentek az ekkor beköltözött magyar és román polgárok. 1486-tól magyarok és románok is helyet foglaltak a városi tanácsban. 1491-ben királyi rendelet írta elő, hogy a várost paritásos alapon vezessék szászok és magyarok. A királybírót már 1464 óta maga a város választhatta. Ezután az évente cserélődő királybírói és székbírói tisztség egyikét mindig a magyarok, a másikát a szászok jelöltje töltötte be. A céhek élén is felváltva álltak magyar és szász céhmesterek. 1504-ben a havasalföldi származású Istvánt, Oláh Miklós apját választották a város bírájává, az 1520-as években pedig testvérét, Mátét királybíróvá.
1509-ben Temesvárról, Lippáról, Borosjenőről és a Bánságból a török ellen menekülő magyarok költöztek a városba. 1532-ben 161 portáját írták össze. A város reformációjának pontos dátumát nem ismerjük, de valószínű, hogy a többi szász székhez hasonlóan korán végbement. Az első biztos adat arra nézve, hogy Szászváros elfogadta a megtisztított hitet, a 16. század közepe tájáról származik: Károlyi Boldi Sebestyén, a lutheri irányhoz közel álló prédikátor, a gyulafehérvári iskola egykori rektora 1558-ban kezdte el szolgálatát a városban. A kálvini reformációt követően egykori plébániatemplomának papja a református irányt követte, de külön lelkészt tartottak a lutheránus vallás mellett maradt szászok is. 1581-ben már biztosan létezett unitárius egyháza, igaz, valószínűleg csak a következő század első feléig. És mivel a Hunyad megyei kálvinizmus szellemi központjává lett, jórészt innen irányították a románság reformációját is. 1582-ben itt nyomtatta ki Tordasi Mihály püspök felügyelete alatt Șerban Coresi és Marian diák a Szászvárosi Ószövetséget, Mózes első két könyvének román fordítását.
1572-ben Báthory István fejedelem a szászok követelésére ismét elrendelte, hogy a városi tanácsba a magyarok és a szászok egyenlő számú képviselőt válasszanak. 1585. május 11-én a városban halt meg Geszti Ferenc erdélyi főkapitány és a Szászvárosi Ószövetség mecénása; állítólag Giorgio Biandrata mérgeztette meg. 1602–1603 telén négyszáz, Elias Tech parancsnoksága alatt álló császári zsoldost szállásoltak be a városba. Áprilisban Bethlen Gábor Lugos felől közeledő, Székely Mózes-párti serege és a török és tatár segédcsapatok elől a zsoldosok a vártemplomban kerestek volna menedéket, de a Bányai (Deák) Mihály királybíró vezette polgárság nemcsak a kapukat zárta be előttük, de utánuk vezette a megérkező támadókat, akik a Gergya-erdőben tizenegy fő kivételével valamennyiüket lemészárolták. Basta augusztus 7-én megtorlásul felakasztatta a királybírót és a városi tanács két tagját. 1628-ban az erdélyi szász univerzitás ismét kötelezte a várost a paritásos vezetés fenntartására, amely ezután 1848-ig fennmaradt.
1661-ben Ali basa serege fölégette. 1663-ban I. Apafi Mihály emelte kollégiumi rangra iskoláját, amelyet korábban Báthory Gábor, majd I. Rákóczi György is jelentős adományokkal támogatott. Beiratkozási anyakönyvei 1669-től maradtak ránk. Az iskola gyulafehérvári, marosvásárhelyi, nagyenyedi, fogarasi és székelyudvarhelyi társával együtt az erdélyi református egyház legtekintélyesebb szellemi műhelyeinek sorába tartozott. Tanulói jórészt Hunyad vármegyéből kerültek ki, ahol évszázadokig nem létezett középfokú oktatási intézmény. Hagyományosan nagyszámú román diák látogatta: az 1866/67-es tanévben például a 217 magyar mellett 124 román nemzetiségű tanulót mutattak ki, 1877 és 1894 között a románok aránya 26% és 43% között, míg a németeké 4% és 9% között mozgott. Kuun Kocsárd egyházmegyei főgondnok 1868-ban négyezer, 1877-ben ötvenezer forint értékű úrbéri kötvényt tett letétbe, melynek kamatait részben a szórványban élő, a magyar nyelvet rosszul vagy egyáltalán nem beszélő Hunyad megyei református gyermekek taníttatására rendelte fordítani. Az iskolát még 1877-ben róla nevezték el Kún-kollégiumnak.
1725-ben a ferencesek visszaköltöztek a városba és 1730-ban római katolikus egyházközséget hoztak létre. 1726-ban, miután evangélikus szászoknak és református magyaroknak egyazon templomot kellett megosztaniuk, közös esperességet is szerveztek, amelynek két évig református, két évig evangélikus lelkész állt az élén. 1731-ben ortodox népiskolája alakult. Nem sokkal később a város románságának egy része tartósan görögkatolikus hitre tért. A görögkatolikus egyházközség azonban szegény maradt, és egy memoár szerint az első világháború elején többségében cigányokból állt.
1727-ben alapították a város első gyógyszertárát. 1750-ben 474 háztartását jegyezték föl. 1752 és 1758 között kb. négyszáz landlert telepítettek be, de ezek nagy része nemsokára továbbköltözött. 1784-ben a város, a parasztok bosszújától tartva nem fogadta be a menekülő nemeseket. A 19. század első felében viszont a Hunyad megyei birtokos nemesség szokásos téli tartózkodási helyévé vált, ahol 1837-ben magyar kaszinót is alapítottak. Az 1841–1842-es erdélyi országgyűlésen követe, Lészay Dániel a liberális ellenzékhez húzott, ezért a Szász Universitas lemondatta.
1848 tavaszán a város magyar és román lakói közös, uniópárti tüntetést tartottak, melynek éle elsősorban a Szász Universitas ellen irányult. 1849. február 6-án Bem serege rohammal foglalta el, de 7-én vereséget szenvedett a császáriaktól. Az itt vívott harcokban zúzta össze Bem jobb kezének középső ujját egy golyó. 1850-ben kivégezték osztrák születésű forradalmi városparancsnokát, Hauck Lajos honvédőrnagyot. 1851-ben leválasztották a Szászföldről. 1854 és 1861 között kerületi székhely volt. Ezután másfél évtizedre még feltámasztották Szászvárosszéket, de 1876-ban Hunyad vármegyéhez csatolták, amelynek székhelye Déva maradt. Szászváros rendezett tanácsú városi címet kapott és járási székhely lett. A városi képviselőtestület nemzetiségi alapon elkülönült „klubokra”: magyarra, románra és szászra oszlott. A dualista korszak elején megkötött megállapodás értelmében a városi tisztségeket arányosan osztották föl a nemzetiségek között és mind a három nemzetiség nyelvét jegyzőkönyvi nyelvvé nyilvánították. A paktum 1909-ig maradt érvényben.
Mint más többnemzetiségű erdélyi városokban, a nemzetiségi elitek itt is külön-külön alapítottak pénzintézeteket: 1869-ben a szászok Brooser Vorschussverein, 1872-ben a magyarok Szászvárosi Takarékpénztár, 1886-ban pedig a románok Ardeleana néven. A 20. század kezdetére utcáit jó minőségű utcakő fedte, a közvilágítást villannyal biztosították, a főteret és a fontosabb utcákat fásították, a város szélén gondozott közpark épült, kórház, gőzfürdő és 1907-től uszoda működött benne. 1911-ben hat újságja jelent meg, csupán eggyel kevesebb, mint Nagyszebennek. A leghosszabb ideig a magyar nyelvű Szászvárost adták ki (1896 és 1914 között), a legnagyobb jelentőségre azonban két rövidebb életű, román nyelvű kiadvány tett szert: a Ioan Mihu földbirtokos és Ioan Moța ortodox esperes által szerkesztett Libertatea (1902–1912), a Román Nemzeti Párt Aurel Vlad szászvárosi ügyvéd vezette aktivista, fiatalokból álló csoportjának szócsöve és a Sebastian Bornemisa könyvkereskedő és nyomdász által szerkesztett Cosinzeana (1911–1914), a századelő Magyarországán a Luceafărul mellett a legnívósabb román irodalmi lap (többek közt Ion Agârbiceanu, Ilarie Chendi, Aron Cotruș, Victor Eftimiu és Liviu Rebreanu írásait közölte).
A Ceaușescu-korszakban mint a dák királyok fővárosához legközelebb fekvő város tett szert szimbolikus jelentőségre. Municípiumi rangot 1995-ben kapott.

## Népessége
- 1850-ben 3961 lakosából 1904 volt román, 1026 német, 823 magyar és 191 cigány nemzetiségű; 1692 ortodox, 820 evangélikus, 576 református, 475 római katolikus és 387 görögkatolikus vallású.
- 1900-ban 6934 lakosából 3619 volt román, 1884 magyar és 1321 német anyanyelvű; 2815 ortodox, 1100 római katolikus, 1040 evangélikus, 890 református, 859 görögkatolikus vallású. A román anyanyelvűek 25, a német anyanyelvűek 59%-a beszélt magyarul. A város lakosságának 58%-a tudott írni és olvasni.
- 2002-ben 21 213 lakosából 19 697 volt román, 865 cigány, 523 magyar és 104 német nemzetiségű; 19 245 ortodox, 755 pünkösdista, 316 római katolikus, 267 református, 216 görögkatolikus és 80 evangélikus vallású.

## Látnivalók
- A szászvárosi várat tulajdonképpen a református és az evangélikus templom alkotja, amelyeket egy három bástyával és három saroktoronnyal erősített közös védőfal vesz körül. A református templom egy 12–13. századi korábbi helyén a 15. században (mai tornya egy földrengés után 1840–43-ban), a mellette álló evangélikus templom 1820 és 1823 között (tornya 1839–1842-ben) épült. Utóbbi elkészültére a két felekezet közötti viták miatt került sor, addig ugyanis magyar reformátusok és szász evangélikusok közösen használták a mai református templomot. A református templomban állították fel Kuun Kocsárd és Kuun Géza eredetileg a kollégium új épülete előtt állt mellszobrát. A védőfalakat a 14. század első felében emelték. A két templomtól keletre az 1990-es években 11. századi kör alaprajzú kápolna alapfalait tárták fel. A vár kapuját egyelőre csupán istentiszteletek alkalmával nyitják ki. A romániai műemlékek jegyzékében a HD-II-a-A-03376 sorszámon szerepel.

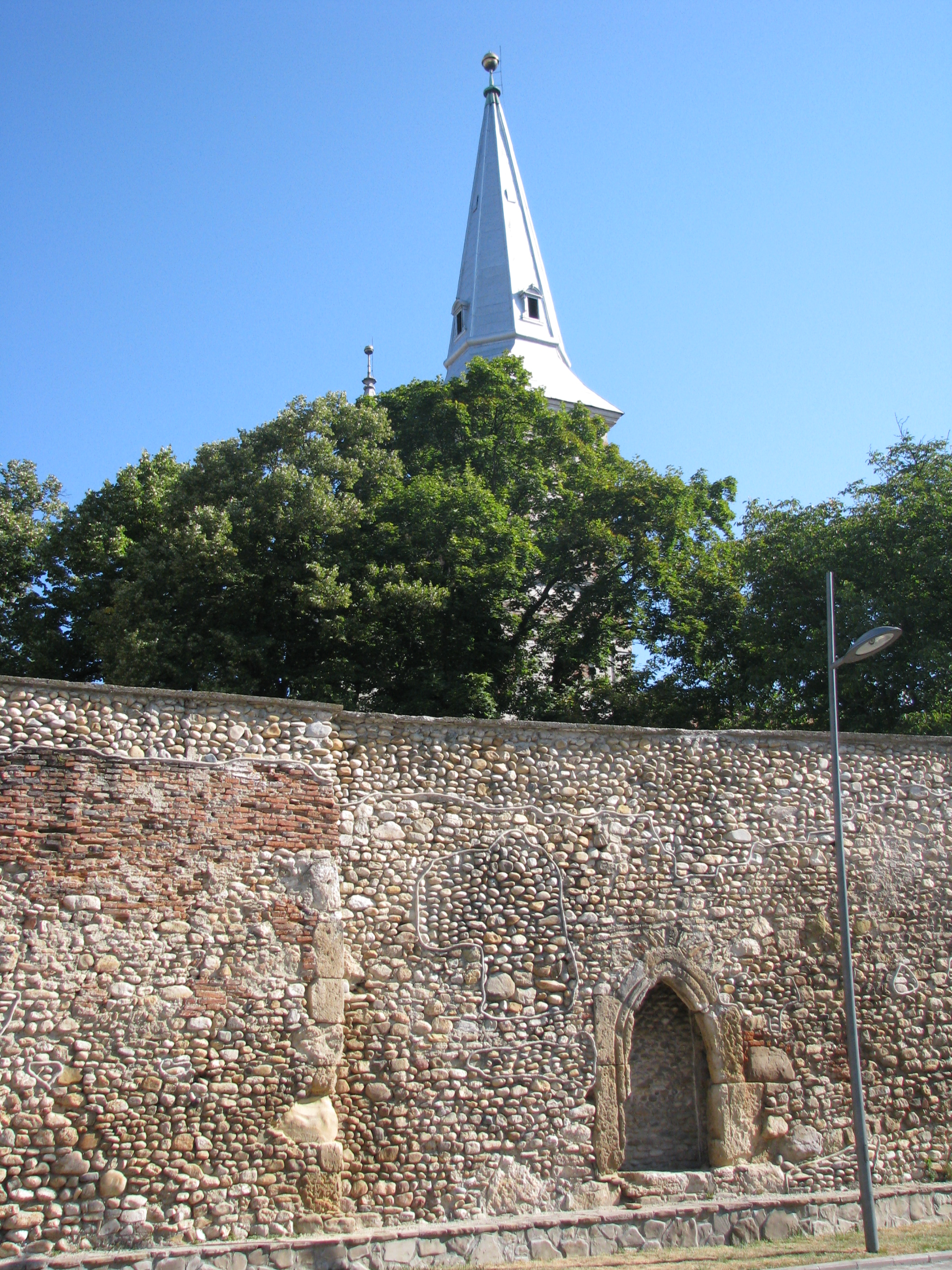
A szászvárosi vár 2011-ben

- A közelben álló néprajzi múzeum a környék román népművészetét mutatja be.
- Ferences templom és kolostor. A városban élő ferencesekről az első adat 1260-ból való, 1344-ben pedig beginaháza is volt. 1302-ben az erdélyi custodia székhelye.[19] A mai templom elődjét a 14. században építették. A reformáció után főként az unitáriusok használták, majd 1661 és 1730 között romosan állt. 1725-ben települtek vissza a szerzetesek és 1730-ban szervezték újjá a római katolikus egyházközséget. Ez idő tájt építették újjá kolostorukat és a templomot. Utóbbit 1880-ban bővítették. A kolostorban 1999-ben kezdte meg működését a Dévai Szent Ferenc Alapítvány Szent Erzsébet Gyermekotthona.[20]
- A református kollégium 1847-ben épült „régi” épületében a városi kórház, az 1901-ben épült „új” épületben az Aurel Vlaicu Főgimnázium működik. Szintén műemlék az 1900-ból való volt leánypolgári, ma Nikolaus Olahus Iskolacsoport.
- Az Istenanya elszenderülése ortodox templom a  belváros szélén, a Szászsebes felé vezető országút jobb oldalán áll. Stílusa jellemző a környék ortodox templomaira. Maga a templom vagy 1701–1705 körül (amint a szentély falába épített feliratos kövön olvasható) vagy 1780-ban, faerkélyes tornya 1873-ban épült.
- Az 1878 körül épült volt neológ[21] zsinagóga a vár keleti oldalánál található.

## Híres emberek
- Innen származott Oláh Miklós, a 16. század első felének neves humanistája.
- Itt született 1744. augusztus 26-án Fogarasi Pap József filozófiai író, a pesti egyetem első református vallású tanára.
- Itt született 1798. január 1-én fogarasi Lészay Dániel Erdély első fogorvosa  és a Szék országgyűlési követe a szabadságharc alatt. Itt is halt meg 1872. november 9-én.
- Itt született 1813. április 26-án Gyurmán Adolf újságíró, a Pesti Hírlap szerkesztője.
- 1812-től haláláig, 1853-ig itt volt lelkész Daniel Josef Leonhard. Szászvárosi szolgálata alatt az ő vezetésével épült újjá az evangélikus templom, továbbá harminchat új lakóház építéséhez is tevékenyen hozzájárult.
- Itt született 1833. március 4-én dr. fogarasi Lészay László, a Kollégium diákja, 1870-től Szászváros és Hunyad vármegye főorvosa, és itt is halt meg 1896. április 5-én
- Itt született 1847. december 17-én Albert Amlacher történetíró.
- Itt született 1860. április 8-án Kéméndy Jenő festő, díszlet- és jelmeztervező, a Magyar Királyi Operaház első szcenikai felügyelője.
- Itt élt és itt halt meg 1899. november 14-én Torma Zsófia régész.
- Itt született 1887 június 26-án Zalányi Béla paleontológus, a föld- és ásványtani tudományok kandidátusa
- Itt született 1905. november 5-én Tankó Béla biokémikus.
- Itt született 1913. április 25-én Kovách Andor zeneszerző.
- Itt született 1921. február 27-én Szőllősy András zeneszerző, zenetudós, Bartók Béla művei számos nyelvre lefordított azonosító jegyzékének létrehozója.
- Itt született 1934. április 29-én Földes László néprajztudós, a pásztorkodás kutatója, a Magyar Néprajzi Társaság főtitkára.
- A református kollégiumban tanult Petru Groza, Románia miniszterelnöke, Herepei Ádám református lelkipásztor, nagyenyedi tanár, Mailand Oszkár néprajzkutató, nagybaconi Nagy Vilmos vezérezredes, honvédelmi miniszter, Ponori Thewrewk József régiséggyűjtő, David Prodan történész, Salamon Ferenc történetíró, Bartók György filozófus, egyetemi tanár, Aurel Vlad politikus, Aurel Vlaicu repülő, feltaláló és Romulus Vuia néprajztudós. A kollégium rektora volt Sipos Pál filozófus.[22]
- Itt halt meg Sipos Pál (Nagyenyed, 1759. október 16. – Szászváros, 1816. szeptember 15.) református lelkész, filozófiai író, matematikus, tanár.

## Gazdaság
- A szászvárosi gyógynövény-feldolgozást Faragó András gyógyszerész teremtette meg, aki 1908-ban költözött a városba és felesége révén 1910-ben megörökölte a városi gyógyszertárat. Hivatásszerűen gyűjtötte a gyógynövényekkel kapcsolatos népi ismereteket és vizsgálta őket laboratóriumában. 1929-ben tizenöt fővel megalapította a Digitalis szövetkezetet, az első, gyógynövények termesztésével és gyógyteák készítésével foglalkozó vállalkozást Romániában.[23] Az üzem a szocializmus idején a Plapaf állami vállalathoz tartozott. 100%-ban román tőkével privatizálták és a legjelentősebb szereplő a gyógyteák romániai piacán.
- A szintén sok évtizedes hagyományú bőrfeldolgozást ma két, olasz érdekeltségű bőrgyár képviseli.
- A japán Sumitomo Csoport 2003-ban alapított üzeme elektromos kábeleket gyárt.[24]
- Az olasz Saeco cég szintén 2003-ban létesítette szászvárosi üzemét Sogeco Romania Srl néven, amely kávéfőző gépeket gyárt.[25][26]
- A várostól nyugatra, egy volt katonai objektumban 2009-ben katonai témájú kalandparkot alakítottak ki. Mellette gyógyfürdő is működik.[27]

## Oktatás
A városban két középfokú oktatási intézmény működik. Az Aurel Vlaicu Főgimnázium a volt református kollégium 1901-ben épült reprezentatív „új” épületében, a Nikolaus Olahus Iskolacsoport pedig a volt állami polgári leányiskola 1900-ból való épületében.

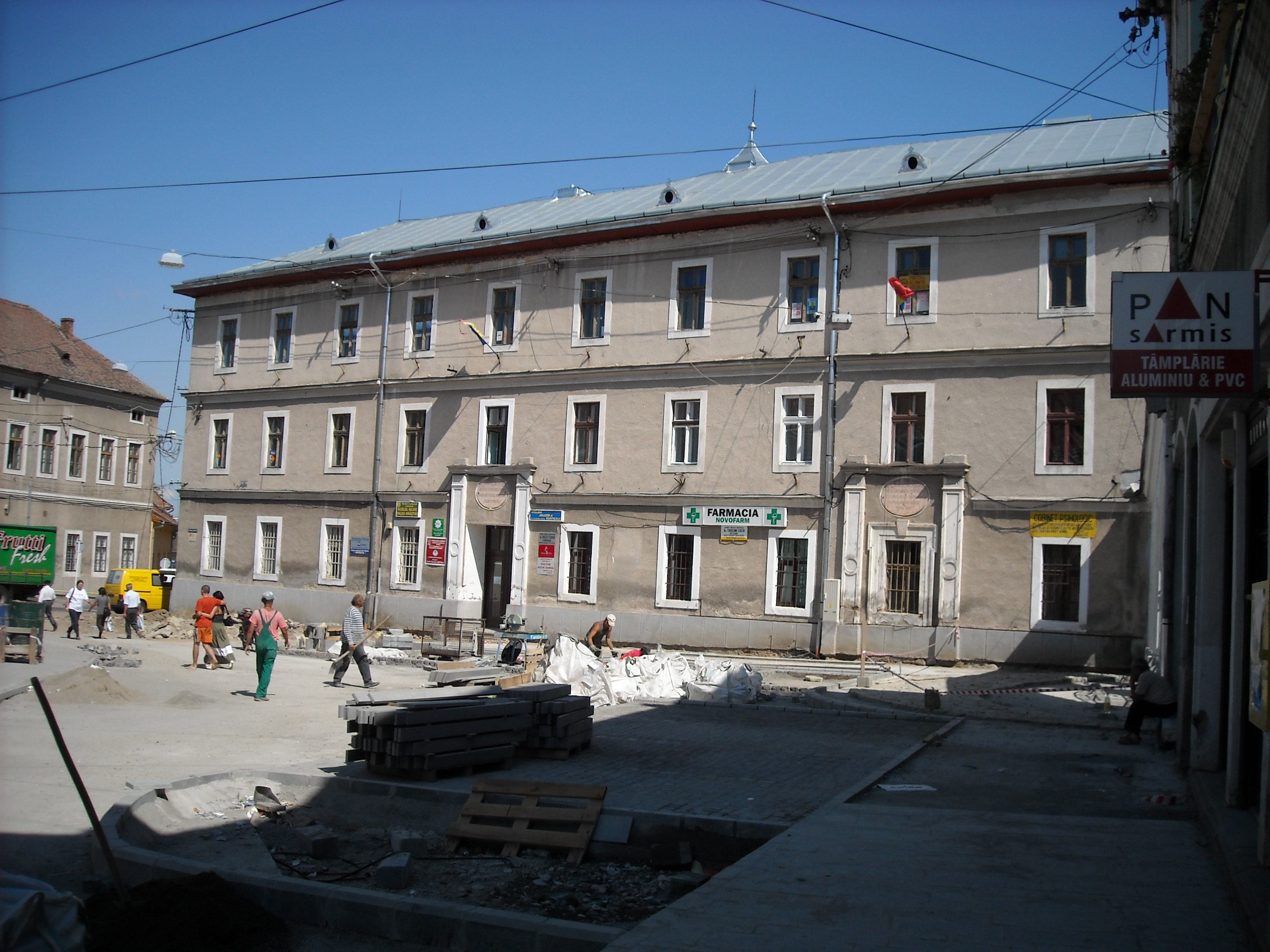
Volt Széchenyi szálloda, később Ardeleana bank és Bornemisa-könyvkereskedés
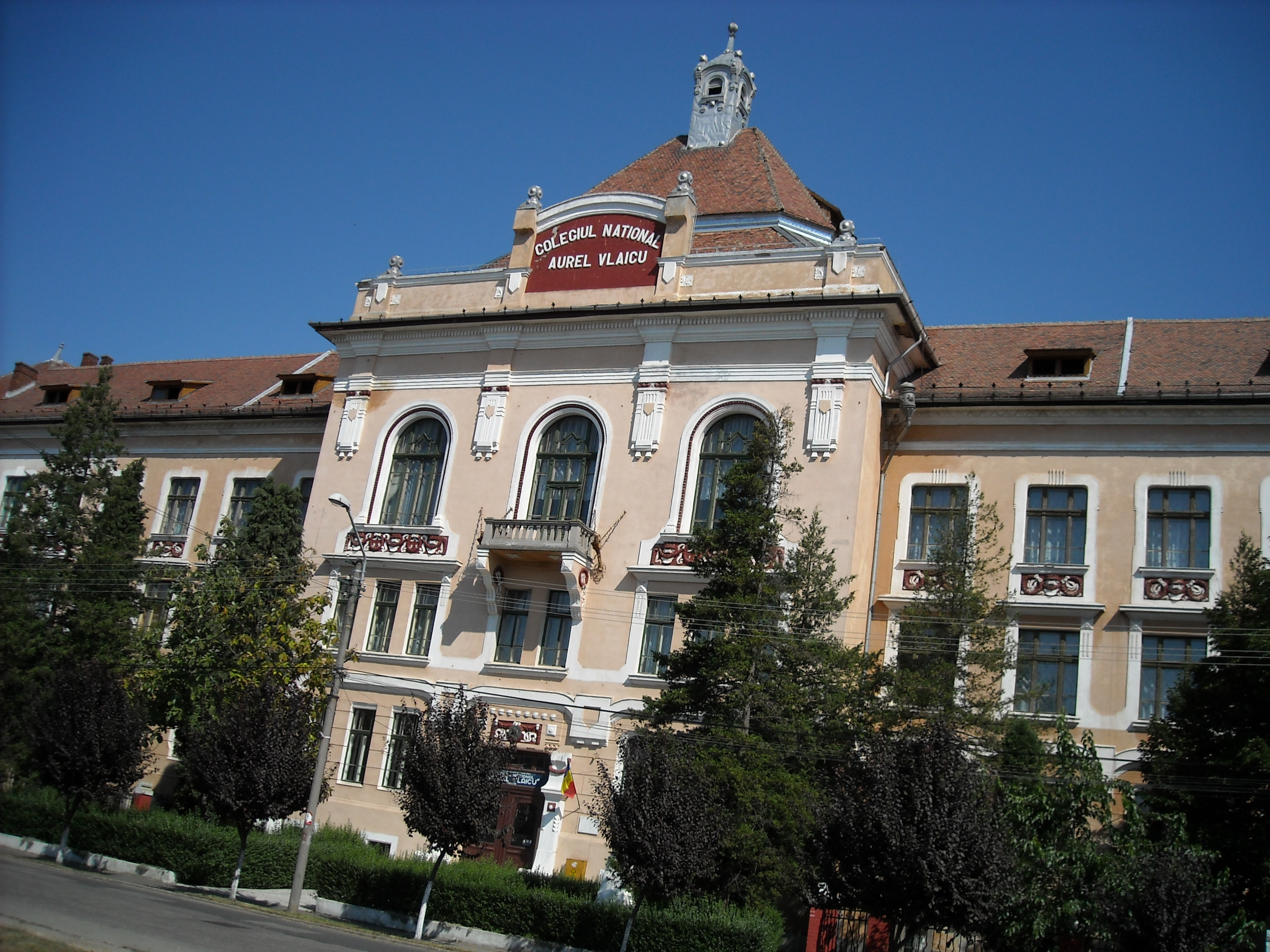
A kollégium új épülete
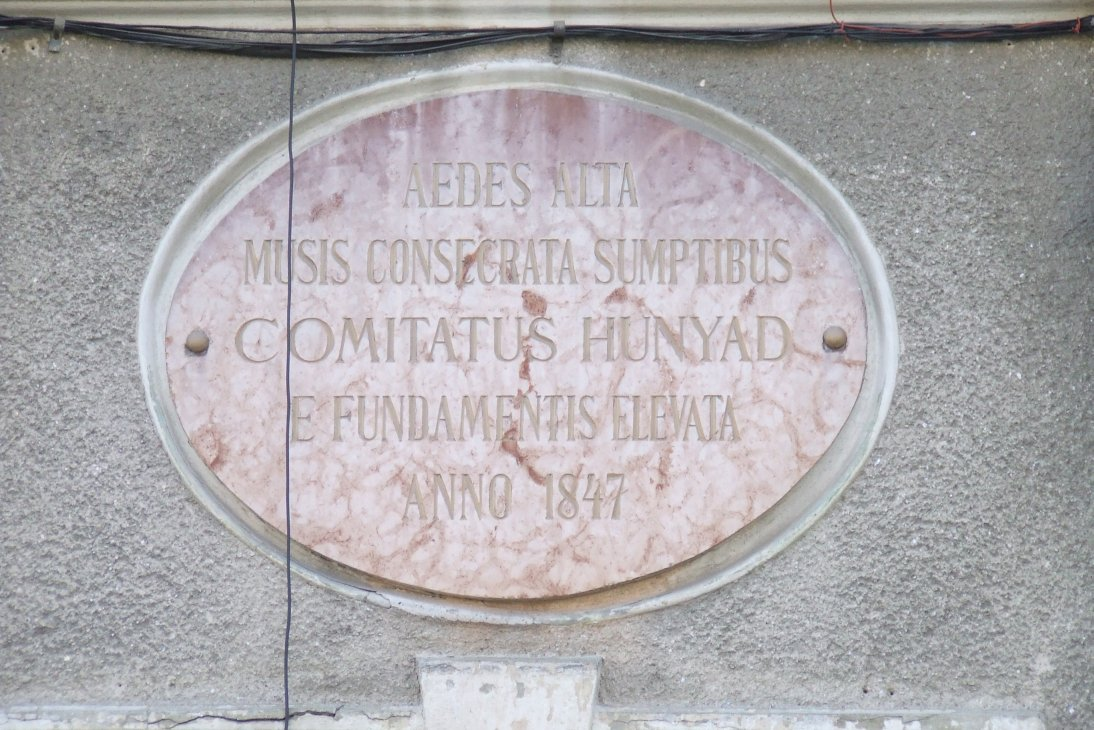
Hunyad vármegye alapító felirata az 1847-ben alapjaiból újjáépített kollégiumon

## Testvérvárosai
Szászváros testvérvárosai a következők:
- Rahat, Izrael
- Fenouillet, Franciaország
- Criuleni, Moldova
- Sliedrecht, Hollandia
- Helmstedt, Németország
- Gerasza, Jordánia

## Képek

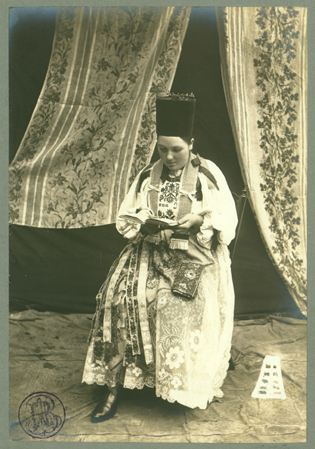
Szászvárosi szász és román viseletek a 20. század elején (Adler Lipót felvételei)
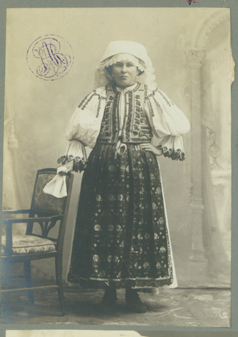
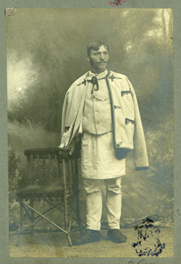
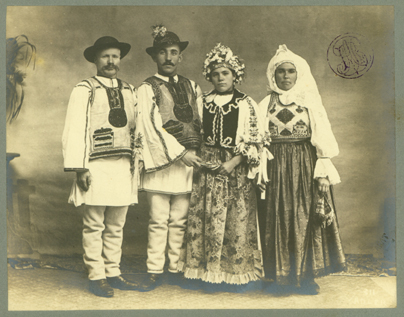
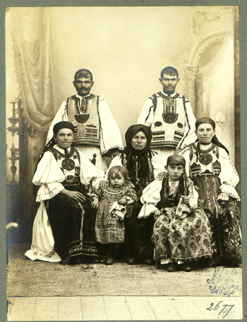
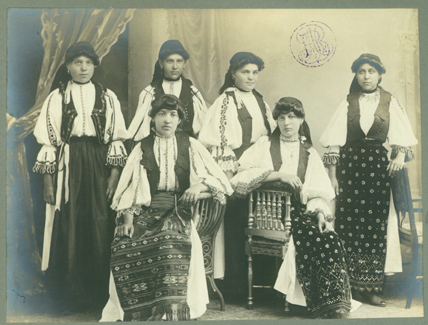
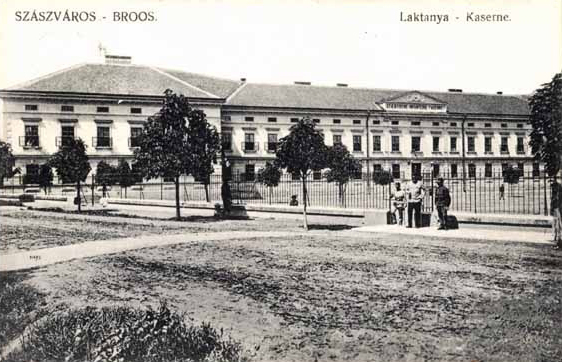
A cs. és kir. 31. gyalogezred szászvárosi laktanyája a századfordulón (képeslap, futott 1905-ben)
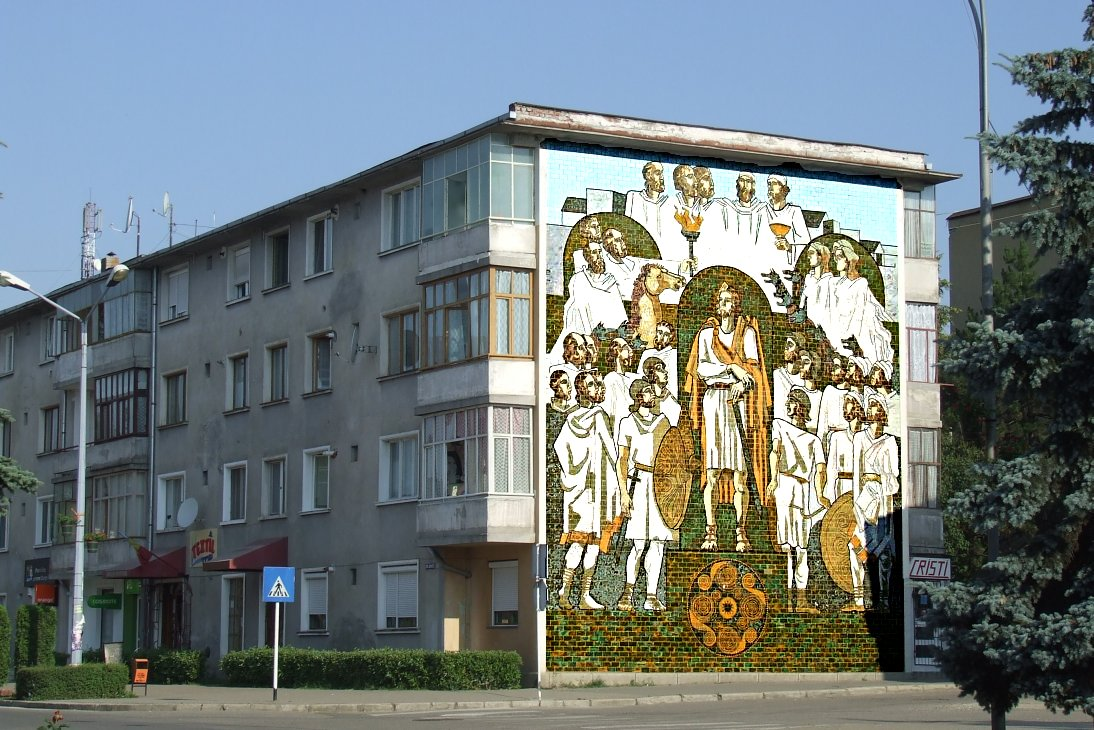
Dák témájú mozaik a városközpont egyik blokkházán
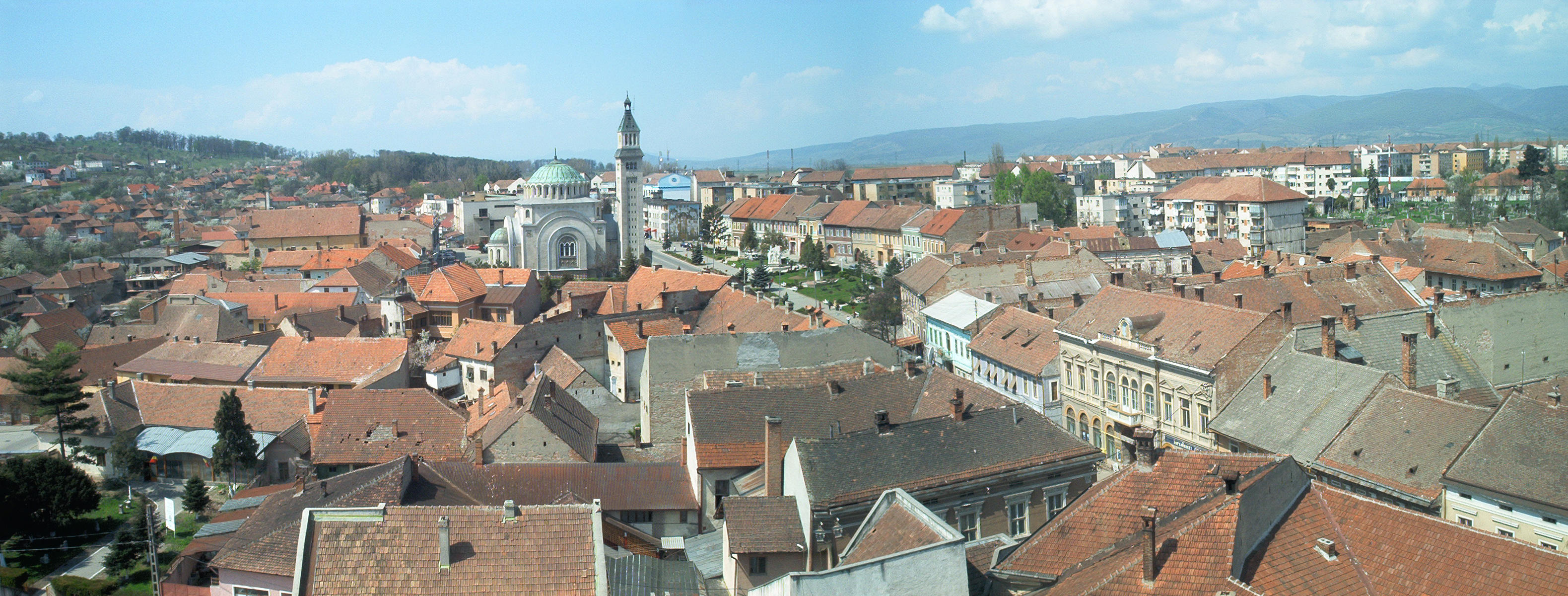
Panoráma